# Strongyloides ransomi
Strongyloides ransomi är en rundmaskart. Strongyloides ransomi ingår i släktet Strongyloides, och familjen Strongyloididae. Arten är reproducerande i Sverige.